# Engin Akyürek
Engin Akyürek (Ankara, 12 ottobre 1981) è un attore turco celebre per la sua bellissima interpretazione di Kerim Ilgaz nella serie televisiva Fatmagül'ün Suçu Ne? e del commissario Ömer Demir in Kara Para Aşk, serie in due stagioni, su Netflix Italia pubblicata come Black Money Love.

## Biografia
Nativo di Ankara, si laurea in lingua e storia presso l'Università di Ankara nel 2002.
La sua carriera nella recitazione inizia nel 2004 con la vittoria nel talent show Turkiye’nin Yildizlari, grazie alla quale ottiene un ruolo nella serie televisiva di Kanal D Yabanci Damat, prodotta da Yagmur Taylan e Durul Taylan. Esordisce sul grande schermo nel 2006 nel film Kader di Zeki Demirkubuz: il ruolo di Cevat gli vale il premio "miglior promessa maschile" ai Turkish Cinema Awards e CASOD (Cagdas Sinema Oyuncuları Dernegi) Awards di quell'anno. 
Più tardi recita nel ruolo di Nizipli Halim in Karayilan e nel 2009 arriva il primo ruolo da protagonista nella serie turca Bir Bulut Olsam, dove interpreta Mustafa Bulut. Scritta e sceneggiata da Meral Okay, giornalista, attivista, attrice, produttrice cinematografica e sceneggiatrice turca (morta nell'aprile 2012), che volle proprio Engin Akyürek per questo ruolo difficile e delicato, mette in luce le sue grandi doti interpretative, dandogli subito una grande notorietà. Un anno dopo arriva il bellissimo ruolo di Kerim Illgaz in Fatmagul'ün Suçu Ne?, grazie al quale acquisisce una fama internazionale. 
Nel 2014 veste i panni di Tek protagonista del film Bi Küçük Eylül Meselesi, scritto e diretto da Kerem Deren e nello stesso anno torna in televisione con Ömer Demir nella dizi Kara Para Aşk, la cui sceneggiatura è scritta a quattro mani da Eylem Canpolat e Sema Ergenekon mentre la regia è affidata a Ahmet Katıksız. La colonna sonora è di Toygar Işıklı. Insieme a Engin Akyürek recita Tuba Büyüküstün nel ruolo di Elif Denizer.
Grazie a questa interpretazione Engin Akyürek vince il premio di miglior attore ai Seoul International Drama Awards 2015 ed è nominato nella medesima categoria agli International Emmy Awards 2015: primo attore turco a ricevere la nomination.  Kara Para Aşk riscuote da subito un successo internazionale, venduta in tutto il mondo ancora oggi, a distanza di anni, è tra le serie turche più viste e amate (su Netflix è stata pubblicata col titolo Black Money Love, sino a gennaio 2025).
Nel 2017 Engin Akyürek è Dağhan nella serie Ölene Kadar, mentre nel 2018 interpreta Kerem nel film Çocuklar Sana Emanet. Nel 2019, invece, veste i panni di Umut in Bir Aşk İki Hayat, dove recita insieme a Bergüzar Korel.
Subito dopo, nello stesso anno, arriva un altro grande ruolo, il monumentale Sancar Efeoğlu, erede della dinastia degli "Efe" i guerriglieri di montagna che hanno combattuto per la loro patria durante la Guerra d’indipendenza turca. La serie è Sefirin Kızı (La figlia dell'ambasciatore), trasmessa su Star TV dal 16 dicembre 2019 all'11 maggio 2021. Un altro successo internazionale: distribuita in numerosi paesi, Sefirin Kızı ha ricevuto diversi premi tra cui "Migliore serie dell’anno" al  Festival Internazionale del Cinema di Smirne. La serie narra le vicende di Sancar, colonna portante di tutta la storia, e del suo amore epico per Nare Çelebi. Due mondi diversi e distanti: tanto sono profonde le radici di Sancar nella sua terra, con le sue tradizioni e la sua cultura, tanto Nare è cittadina del mondo, abituata sin da piccola a seguire il padre ambasciatore. Nella serie spicca il delizioso ruolo della piccola Melek, figlia di entrambi, interpretata da una talentuosa Beren Gençalp. Sefirin Kızı registra alla puntata 36 l'abbandono del set da parte dell'attrice principale, Neslihan Atagül. Il cast ed Engin Akyürek decidono di portare a termine la serie, che registra il cambio degli sceneggiatori e l'ingresso di Tuba Büyüküstün nei panni di Mavi. La decisione di proseguire la dizi ha prodotto un'ondata di affetto e ammirazione straordinari nei confronti  di Engin Akyürek. 
Nel 2022 Engin Akyürek interpreta il ruolo del capitano Salih nel film Yolun Açık Olsun, prodotto da Lanistar Medya e Same Film, per Netflix. Alla regia un nome del calibro di Mehmet Ada Öztekin, che ha diretto  Miracolo nella cella n.7. Il film (su Netflix Italia col titolo Ripartire da un viaggio) è un adattamento dell’omonimo romanzo scritto da Hakan Evrensel e narra la storia dell'ex capitano dell'esercito Salih, che ha perso un gamba in guerra, alle prese con gli effetti del Disturbo Post Traumatico da stress. Il capitano ha una missione, impedire alla fidanzata del suo amico Kerim (interpretato da Tolga Sarıtaş) di sposare un altro uomo. Il film indaga con delicatezza e struggente poesia la sofferenza, il dolore, i sensi di colpa di chi ha vissuto gli orrori della guerra ed è costretto a fare i conti con una vita che, malgrado tutto, riprende. La bellissima colonna sonora è di Toygar Işıklı. Il cast comprende anche Belfu Benian nel ruolo della moglie di Salih.
Sempre nel 2022 arriva un altro importantissimo lavoro: la serie Kaçış (Fuga) prodotta da O3 Medya e Same Film per Disney Plus. Il colosso internazionale dello streaming sceglie proprio questa serie per fare il suo ingresso nel mercato turco, a giugno 2022. Regista della serie, scritta dallo stesso Engin Akyürek, è Yağız Alp Akaydın; la sceneggiatura è firmata da Ali Doğançay mentre direttore della fotografia è Aras Demiray. Engin Akyürek interpreta Mehmet, foto reporter di guerra che insieme a un gruppo di giornalisti attraversa di nascosto il confine turco arrivando in Medio Oriente, cadendo nelle mani di un’organizzazione terroristica radicale. Con Engin Akyürek recitano İrem Helvacıoğlu, Aziz Çapkurt, Onur Bay, Leyla Tanlar, Aras Aydın, Levent Ülgen. Dal 4 gennaio 2023 Kaçış è pubblicata in tutto il mondo, su Disney Plus Italia col titolo La Fuga. 
Nel 2023 una nuova serie, Adım Farah, in cui Engin Akyürek interpreta il ruolo di un mafioso, Tahir.  La serie è un rifacimento della serie tv statunitense The Cleaning Lady basata a sua volta sulla serie argentina La chica que limpia. Adım Farah è prodotta da 03 Medya e Saner Ayar (produttore di film e serie tv di successo e qualità tra cui anche Kaçış, Yolun Açık Olsun e Sefirin Kızı) e diretta da Recai Karagöz.  Farah è la protagonista femminile della serie interpretata da Demet Özdemir, nel ruolo di una mamma alla prese con la malattia rara e incurabile del figlio. Del cast faranno parte anche Fırat Tanış, Ali Sürmeli, Mustafa Avkırane e Mert Doğan. 
A luglio 2025 questa serie, col nome di Io sono Farah, fa il debutto sugli schermi italiani: da lunedì 28 luglio  in prima assoluta su Canale5 e in streaming su Mediaset Infinity. 

## Engin scrittore
Nel 2018 Engin Akyürek ha pubblicato il suo primo libro di racconti: "Sessizlik" (Silenzio). E' stato tradotto in diverse lungue tra cui persiano, spagnolo, francese e inglese. 
A luglio 2025 arriva anche l'edizione italiana, col titolo di "Silenzio", edito da Bertoni Editore
Si tratta di una raccolta di racconti che riportano agli anni dell'infanzia e dell'adolescenza di Engin rievocando "uno spaccato di una società in cui i bambini erano ancora bambini, quando vivevano in una terra incontaminata dall'eccesso di progresso, quando giocavano con la palla e i vicini bussavano senza chiedere permesso, una società in cui si passavano le feste insieme e si condivideva la felicità di un passato più autentico". 
Engin Akyürek scrive dai tempi delle scuole superiori e dell’università ed è un collaboratore fisso della rivista letteraria turca Kafasına Göre, che ha contribuito a fondar. Ogni nuovo numero delle rivista ospita un nuovo racconto che Engin scrive anche se impegnato sul set.
Nel 2023 pubblica il suo secondo libro "Zamansiz" (Senza tempo), ancora una raccolta di racconti pubblicati su Kafasına Göre, già tradotto in diverse lingue. Si attende anche l'edizione italiana.
I proventi di entrambi i libri sono devoluti in attività benefiche.
A ottobre 2024 Engin Akyürek partecipa come contributor alla rivista della Biennale di Venezia, tornata alle stampe dopo 53 anni di stop. Il primo numero dopo la lunga pausa ha il titolo di "Diluvi prossimi venturi", ed è interamente dedicato al tema dell'acqua. Akyürek partecipa con un suo "reportage" dagli abissi blu: il racconto della sua passione per il mare e per le immersioni, a cui si dedica da diversi anni.  Il testo dal titolo "KIRMIZI BERE" - "Berretto Rosso" è accompagnato da foto realizzate dallo stesso Akyürek.

## Testimonial d'eccezione
Da maggio 2021 Akyürek è il volto ufficiale di Shell Türkiye
A giugno 2025 diventa il testimonial di Go Türkiye, la piattaforma internazionale di promozione del turismo turco, protagonista insieme all'attrice Afra Saraçoğlu della minisere I love Istanbul. La serie in dieci episodi da tre minuti ciascuno è una dichiarazione d’amore alla città attraverso una storia che mixa destino e algoritmo, bellezza e sensualità. Afra Saraçoğlu interpreta una giovane imprenditrice di nome “İstanbul”, che crede che anche l'amore possa essere programmato con un software e lavora sull'intelligenza artificiale. Engin Akyürek è invece “Tan”, un uomo d'affari di successo che ha chiuso il suo mondo emotivo al mondo esterno. Tan sfida l'idea di “algoritmo dell'amore” di Istanbul e le fa una proposta: se riescono a trovare il vero amore in tre appuntamenti, investirà nella sua azienda. Inizia così un esperimento d'amore supportato dall'intelligenza artificiale che, col tempo, si trasforma per entrambi in un viaggio alla scoperta dei sentimenti.
La serie è girata interamente a Istanbul, tra luoghi iconici e atmosfere sospese: dal Palazzo Çırağan a Galataport, dal Centro Culturale Atatürk a Karaköy, fino al Bosforo, Taksim e Beyoğlu. Un itinerario sentimentale e sensoriale, dove ogni scena diventa cartolina, e ogni emozione invito al viaggio.
Qui si possonoo vedere gli episodi con sottotitoli in inglese, spagnolo, francese e arabo: I Love Istanbul

## Le novità
Entro il 2025 in arrivo la nuova serie su Netflix dal titolo Old Money. La serie (sceneggiatura scritta da Meriç Acemi diLove 101) mette in luce il divario e il conflitto tra nuovi ricchi e vecchia aristocrazia finanziaria, rappresentati dai due protagonisti. Da una parte c'è Osman, interpretato da Akyürek, un uomo che si è fatto da sé, che si muove con audacia e ambizione; dall'altra Nihal, Aslı Enver, appartenente a una famiglia benestante che utilizza l'astuzia e la diplomazia per mantenere il proprio status. Il loro incontro scatena una serie di eventi che metteranno in discussione le loro vite e le loro posizioni sociali. 
Settembre 2025: prevista la nuova serie di Engin Akyürek "Bereketli Topraklar" (Terre Fertili). La storia è tratta da due classici scritti dal famoso autore Safa Önal, “Derman Bey” e “Bodrum Hakimi”. La serie parla di una famiglia che vive nelle "fertili terre" dell’Anatolia, con i suoi conti in sospeso col passato, le lotte per l’eredità tra tre fratelli e i segreti che vengono a galla. Il protagonista, Ömer Bereketoğlu, è interpretato da Engin Akyürek. La serie andrà in onda a settembre sulla tv turca Show TV.

### Social media
Il 21 marzo 2021 Engin Akyürek ha aperto il suo unico profilo social su Instagram

## Filmografia

### Cinema
- Kader, regia diZeki Demirkubuz (2006)
- Bi Küçük Eylül Meselesi, regia di Kerem Deren (2014)
- Çocuklar Sana Emanet, regia di Çağan Irmak (2018)
- Bir Aşk İki Hayat, regia di Çağan Irmak (2019)
- Yolun Açik Olsun, regia di Mehmet Ada Öztekin (2022)

### Televisione
- Yabancı Damat – serie TV (2004-2007)
- Karayilan – serie TV (2007-2008)
- Bir Bulut Olsam – serie TV (2008-2009)
- Fatmagül'ün Suçu Ne? – serie TV (2010-2012)
- Kara Para Aşk – serie TV (2014-2015)
- Ölene Kadar – serie TV (2017)
- Sefirin Kızı – serie TV (2019)
- Kaçış - serie TV (2022)
- Io sono Farah - serie TV (2023)